# Holarchaea novaeseelandiae
Holarchaea novaeseelandiae is een spinnensoort uit de familie Anapidae. De soort komt voor in Nieuw-Zeeland.